# Der Sonntag (Badische Zeitung)
Der Sonntag ist eine regional im südbadischen Raum erscheinende, kostenfreie Sonntagszeitung mit einer Auflage von rund 360.000 Exemplaren.
Räumlich getrennt erscheinen vier Ausgaben: eine für den Raum Freiburg im Breisgau, je eine in etwa für die Landkreise Emmendingen („nördlicher Breisgau“) und Lörrach („Dreiland“) und eine für das Markgräflerland. Eine 2018 verbreitete Ausgabe „Hochrhein“ für Bad Säckingen und Umgebung wurde wieder eingestellt. Die seit 1997 wöchentlich erscheinende Zeitung berichtet schwerpunktmäßig lokal aus den Bereichen Politik, Wirtschaft, Kultur, Essen und Freizeit sowie Sport. Daneben finden sich auch Artikel zu überregionalen Themen aus den Bereichen Pop, Lifestyle, Film und Computer. Die Sonntag Verlags GmbH gehört zur Unternehmensgruppe BZ.medien (Badisches Pressehaus GmbH & Co. KG), in der auch die Badische Zeitung erscheint.
Redaktionsbüros unterhält die Zeitung in Freiburg, Lörrach und Müllheim.
2013 wurde Der Sonntag mit dem Ralf-Dahrendorf-Preis für Lokaljournalismus der Verleger der Badischen Zeitung ausgezeichnet: Den dritten Preis teilten sich Wolfgang Messner von der Stuttgarter Zeitung und Daniel Gräber von Der Sonntag. Beide haben die dubiose Privatisierung der Hochrhein-Eggberg-Klinik in Bad Säckingen aufgearbeitet. Ausgezeichnet wurde dabei auch das Zusammenspiel zweier unterschiedlicher Medien aus zwei unterschiedlichen Verlagen.

## Kontroverse
Im Dezember 2020 hatte der Badische Verlag in seiner Zeitung Der Sonntag eine Beilage der Freiburger AfD-Stadträte verteilt. Das löste bei vielen Lesern auch der Badischen Zeitung Empörung aus. In einer Stellungnahme am 7. Dezember 2020 sagten der Verleger Wolfgang Poppen und der Chefredakteur Thomas Fricker, dass die juristische Überprüfung der Inhalte der Beilage keine Anhaltspunkte auf strafbare Inhalte oder dezidiert falsche Tatsachenbehauptungen ergaben und man deshalb sich verpflichtet fühlte alle demokratisch gewählten Parteien gleich zu behandeln. Im Nachhinein sei die Entscheidung der Annahme dieser Beilage falsch gewesen. Zum einen sei die Beilage nicht auf den ersten Blick als AfD-Produkt erkennbar gewesen, zum anderen sei zu wenig beachtet worden, es sich bei einem der beiden Freiburger AfD-Stadträte, um Dubravko Mandic, einem zweifellos Rechtsextremen handelte. Die Werbeeinnahmen spendete der Verlag an den Verein „Geraubte Kinder – vergessene Opfer“ in Freiburg (5000 Euro), der sich um das Leid von Kindern kümmert, die während der NS-Zeit von der SS verschleppt und gewaltsam umerzogen worden sind. Ein weiterer Betrag floss in die verlagseigene Aktion Weihnachtswunsch.